# Klemens-Maria-Hofbauer-Kirche
Klemens-Maria-Hofbauer-Kirche bezeichnet Kirchen, die dem Patrozinium des Heiligen Klemens Maria Hofbauer unterstellt wurden.

## Österreich
Burgenland
- Pfarrkirche Oberpullendorf

Niederösterreich
- Katholische Pfarrkirche Mitterbach am Erlaufsee

Wien
- Pfarrkirche St. Klemens (Simmering)
- Gatterhölzl